# Дубровня (приток Вытебети)
Дубровня — река в России, протекает по Ульяновскому району Калужской области.
Согласно данным водного реестра и официальным документам Калужской области, Дубровня впадает в Вытебеть, а Песоченка — правый приток Дубровни. Но на топографических картах Песоченка, а не Дубровня, обозначается как приток Вытебети.
Река Дубровня берёт начало юго-западнее села Кирейково. Течёт через берёзовые и осиновые леса. Устье реки находится в 49 км от устья Вытебети по правому берегу. Длина реки составляет 10 км.

## Данные водного реестра
По данным государственного водного реестра России относится к Окскому бассейновому округу, водохозяйственный участок реки — Ока от города Белёв до города Калуга, без рек Упа и Угра, речной подбассейн реки — бассейны притоков Оки до впадения Мокши. Речной бассейн реки — Ока.
Код объекта в государственном водном реестре — 09010100512110000020094.